# Ericerodes casoae
Ericerodes casoae is een krabbensoort uit de familie van de Inachidae. De wetenschappelijke naam van de soort is voor het eerst geldig gepubliceerd in 1987 door Hendrickx.